# Marwałd (gromada)
Marwałd – dawna gromada, czyli najmniejsza jednostka podziału terytorialnego Polskiej Rzeczypospolitej Ludowej w latach 1954–1972.
Gromady, z gromadzkimi radami narodowymi (GRN) jako organami władzy najniższego stopnia na wsi, funkcjonowały od reformy reorganizującej administrację wiejską przeprowadzonej jesienią 1954 do momentu ich zniesienia z dniem 1 stycznia 1973, tym samym wypierając organizację gminną w latach 1954–1972.
Gromadę Marwałd z siedzibą GRN w Marwałdzie utworzono – jako jedną z 8759 gromad na obszarze Polski – w powiecie ostródzkim w woj. olsztyńskim na mocy uchwały nr 22 WRN w Olsztynie z dnia 4 października 1954. W skład jednostki weszły obszary dotychczasowych gromad Marwałd, Marcinkowo i Tułodziad oraz miejscowość Bartki z dotychczasowej gromady Dylewko ze zniesionej gminy Grunwald, a także miejscowości Giętlewo i Janowo z dotychczasowej gromady Giętlewo  ze zniesionej gminy Pietrzwałd, w tymże powiecie. Dla gromady ustalono 10 członków gromadzkiej rady narodowej.
1 stycznia 1960 do gromady Marwałd włączono wsie Elgnowo, Wierzbica i Klonówko ze zniesionej gromady Elgnowo oraz wieś Pląchawy ze zniesionej gromady Szczepankowo w tymże powiecie.
31 grudnia 1961 do gromady Marwałd włączono wsie Czerlin, Jagodziny, Lubstynek, Wólka Klonowska i Wygoda, PGR Klonowo oraz kolonię Napromek ze zniesionej gromady Wygoda w tymże powiecie.
Gromadę zniesiono 22 grudnia 1971, a jej obszar włączono do gromad Dąbrówno (miejscowości Bartki, Czerlin, Elgnowo, Fiugajki, Giętlewo, Jagodziny, Janowo, Klonowo, Klonówko, Lubstynek, Marwałd, Napromek, Pląchawy, Radomki, Tułodziad, Wierzbica, Wólka Klonowska i Wygoda) i Grunwald (miejscowości Marcinkowo i Udzikowo) w tymże powiecie.